# 山内晴氏
山内 晴氏（やまうち はるうじ）は、江戸時代中期の土佐藩の重臣。5代宿毛領主。

## 略歴
宝永元年（1704年）、土佐藩奉行職、4代宿毛領主・山内倫氏の五男として高知にて誕生した。
兄達が早世したため嫡男となり、宝永6年（1709年）に倫氏の死去により家督と知行6800石を相続し、5代宿毛領主となる。同年、6代藩主・山内豊隆が江戸から帰国して拝謁する。宝永7年（1710年）、靱負と改名する。享保6年（1721年）、7代藩主・山内豊常により奉行職に任じられる。
享保9年（1724年）9月24日、公務で江戸に下向の途中、大坂で病死する。享年21。嫡男の氏篤は幼少のため、実弟の郷俊が養子となって家督を相続した。

## 系譜
- 父：山内倫氏
- 弟：山内郷俊
- 室：山内監物弘佐の娘
- 子：山内氏篤